# BestCrypt
BestCrypt — платный пакет проприетарных программ для создания на жёстком диске компьютера виртуального зашифрованного диска (контейнера) — одного или нескольких, полнодискового шифрования (в том числе системного раздела), а также гарантированного удаления данных. Виртуальный диск работает, как обычный дисковый раздел. Полнодисковое шифрование (BestCrypt Volume Encryption) позволяет шифровать логические разделы и/или жесткие диски целиком. Решения гарантированного удаления данных могут работать как в операционной системе (Windows, Linux, Mac OS X), "зачищая" продукты деятельности пользователя на компьютере - BCWipe.
Шифрование и расшифровка идут в фоновом режиме, и пользователь не замечает разницы в работе с обычным и зашифрованным диском, который, при необходимости, можно превратить в обычный, но нечитаемый, файл.
У программы BestCrypt есть опция создания «скрытого» контейнера, который криптографически гарантированно нельзя определить никакими средствами.
У BCWipe есть возможность шифрования своп-файла (файла виртуальной памяти) — в нём хранятся временные данные, в том числе там могут оказаться документы и пароли, поэтому его шифрование является полезной возможностью с точки зрения защиты информации. Также есть возможность зачищать файлы во время их обычного удаления (Transparent Wipe).
Доступна функция шифрования системного диска с последующей загрузкой с него (BCVE).
В комплект программы входит утилита BCWipe, позволяющая удалять файлы без возможности их восстановления. Файлы, подлежащие уничтожению, затираются случайными данными в соответствии со специальными схемами перезаписи данных, также чистятся служебные таблицы размещения файлов и области свободного места. Кроме того можно осуществлять комплексную очистку жестких дисков и твердотельный накопителей данных с помощью продукта BCWipe Total WipeOut.